# Mohrenstraße (Berlin)
Die Mohrenstraße ist eine Straße im Berliner Ortsteil Mitte des Bezirks Mitte. Seit 18. Juli 2025 trägt sie offiziell den Namen Anton-Wilhelm-Amo-Straße.

## Geographie
Die Straße verläuft in der historischen Friedrichstadt in ost-westlicher Richtung vom Hausvogteiplatz bis zur Wilhelmstraße und bildet an einem Teilabschnitt die südliche Seite des Gendarmenmarktes. Am westlichen Ende der Mohrenstraße liegt der gleichnamige U-Bahnhof der Linie U2. Die in der Straße zahlreich erhaltenen oder nach Kriegszerstörungen wiederaufgebauten Gebäude stammen weitgehend aus dem späten 19. oder frühen 20. Jahrhundert und stehen unter Denkmalschutz.

## Entwicklung
Die Straße entstand um das Jahr 1700 bei der Anlage der Friedrichstadt und endete im Westen ursprünglich an der Mauerstraße. Zusammen mit weiteren Straßen rund um den Hausvogteiplatz an ihrem Ostende bildete sie durch die dort ansässigen Konfektionsgeschäfte in den Jahrzehnten vor dem Zweiten Weltkrieg das Hauptzentrum der deutschen Textilkonfektion.
Joachim Ernst Berger (1666–1734), der 1697–1732 Prediger der evangelisch-lutherischen Gemeinde der Friedrichstadt war, schreibt in seiner Chronik der Friedrichstadt: „A Eodem [1707] im Ausgang besagten Monaths [May], bekahmen die Gaßen, dem publico zum besten, ihre Nahmen.“ Der von Berger genannte 9. Straßenname ist die Mohren-Straße. Im ersten Stadtplan der königlichen Haupt- und Residenzstadt Berlin aus dem Jahr 1710 ist die Mohrenstraße ebenfalls bereits enthalten.

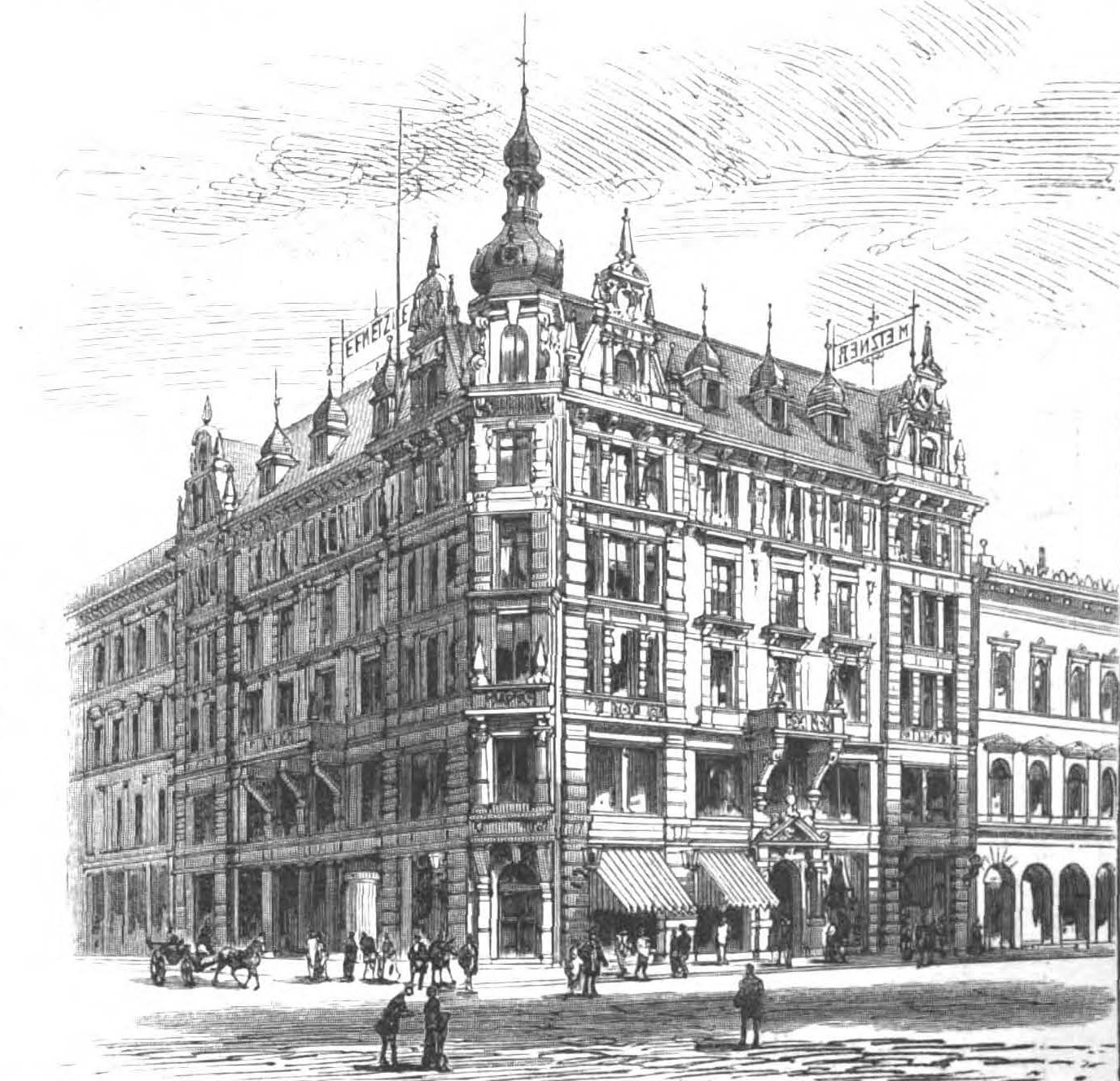
Gebäude des Ausstattungshauses E. E. Mezner, Mohrenstraße 32 Ecke Markgrafenstraße, Abbildung veröffentlicht 1885
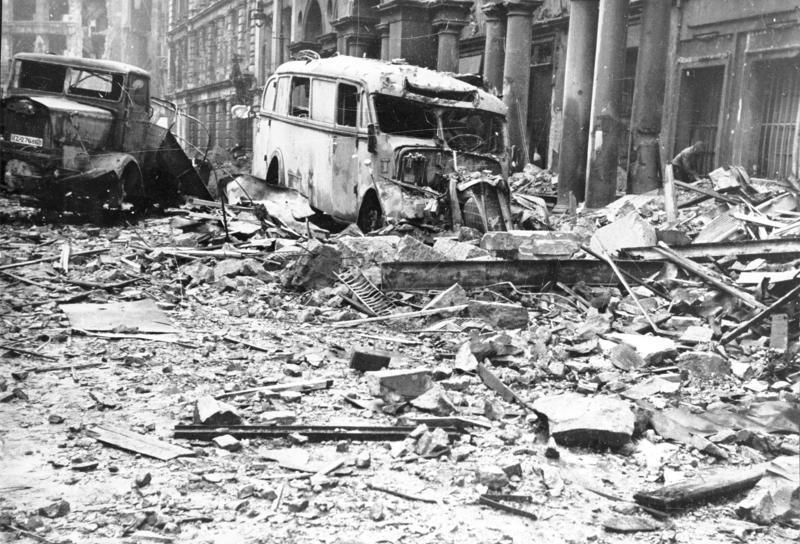
Zerstörungen in der Mohrenstraße nach einem Bombenangriff am 3. Februar 1945

Im Jahr 1946 befanden sich an der Mohrenstraße die Redaktionsräume der Zeitschrift Die Weltbühne, die 1946 von Maud von Ossietzky im v. Ossietzky-Verlag neu herausgegeben wurde.
Mit Umgestaltung beziehungsweise Bebauung der einstigen Stadtplätze Zietenplatz und Wilhelmplatz (späterer Thälmannplatz) zu DDR-Zeiten wurde der Straßenabschnitt, der die Verbindung zur Wilhelmstraße herstellt, in die Mohrenstraße mit einbezogen.

## Ausgewählte Bauwerke des 18. bis 21. Jahrhunderts
Eigentümer vieler Häuser an der Mohrenstraße waren im 19. Jahrhundert vor allem Versicherungsunternehmer, Bankiers, Handwerksmeister oder wohlhabende Kaufleute. Die hier um die Wende des 19. zum 20. Jahrhundert zahlreich errichteten drei- oder viergeschossigen Gebäude dienten hauptsächlich als Verwaltungssitz für Versicherungen, Banken, Handelshäuser, Verlage oder ähnliche Unternehmen. Trotz starker Zerstörungen am Ende des Zweiten Weltkriegs sind viele Häuser erhalten geblieben oder wiederaufgebaut und Ende des 20. Jahrhunderts renoviert worden. Heute stehen zahlreiche dieser Gebäude unter Denkmalschutz.
| Gebäude                                  | Geschichte | Abbildung | Anmerkung  |
| ---------------------------------------- | --- | --------- | ---------- |
| Mohrenstraße 1–5                         | Die Grundstücke Mohrenstraße 1–5 am damaligen Straßenanfang waren Teil des Baublocks zwischen Mohrenstraße, Mauerstraße, Kaiserhofstraße und Wilhelmplatz, der komplett vom 1876 eröffneten Hotel Kaiserhof eingenommen wurde. Außer dem Hotel mit Restaurant und mehreren Läden beherbergte das Gebäude auch das Stadtpostamt Nr. 50 mit einer Telegrafenstation. |           |            |
| Mohrenstraße 6 / Glinkastraße 8          | Verwaltungsgebäude der Wiener Versicherungsgesellschaft Der Anker, erbaut um 1910 nach Entwurf des Architekten Adolf Zabel. |           | Baudenkmal |
| Mohrenstraße 7/8                         | Geschäftshaus der drei Rex-Firmen: J. L. Rex (Tee, Kaffee, Kakao), Rex & Co. (Japan-China-Orientwaren, feine Lederwaren, Reise- und Gebrauchsartikel) und Louis Rex (Weingroßhaus mit Zigarrenabteilung), erbaut um 1908 nach einem Entwurf der Architekten Cremer und Wolffenstein. |           |            |
| Mohrenstraße 9                           | Im Haus Mohrenstraße 9 gab es um das Jahr 1900 die Weinhandlung Traube & Sohn. |           |            |
| Mohrenstraße 10                          | Im Gebäude Mohrenstraße 10 unterhielt Carl Stangen im letzten Drittel des 19. Jahrhunderts sein auch international agierendes Reisebüro (Carl Stangen’s Reisebureau; Abbildung von 1895). |           |            |
| Mohrenstraße 11/12                       | Im Gebäude Mohrenstraße 11/12 war das Hotel Stadt Magdeburg mit einer Weingroßhandlung untergebracht. |           |            |
| Mohrenstraße 17                          | Karl Marx wohnte hier 1837–1838 während seines Studiums. Im September 1929 wurde auf Antrag der SPD-Stadtverordnetenfraktion eine Gedenktafel an dem Haus angebracht, die aber bereits im Juli 1933 von den Nationalsozialisten wieder entfernt wurde. |           |            |
| Mohrenstraße 20/21                       | Im Gebäude Mohrenstraße 20 befand sich zunächst das Hotel Zum Norddeutschen Hof. Der 1908 nach Entwurf des Berliner Architekten Georg Rathenau errichtete Neubau Mohrenstraße 20/21 diente zur DDR-Zeit als NDPD-Haus und Haus des Deutschen Handwerks. |           | Baudenkmal |
| Mohrenstraße 22/23 / Charlottenstraße 60 | Geschäftshaus der Berlinischen Bodengesellschaft , erbaut 1907 nach Entwurf der Berliner Architekten Cremer und Wolffenstein |           | Baudenkmal |
| Mohrenstraße 27/28 / Friedrichstraße     | Heute Quartier 205, Architekt Oswald Mathias Ungers, 1996 als Warenhaus eröffnet. Der Haupteingang befindet sich auf dem Grundstück Friedrichstraße 67. Das achtgeschossige Bauwerk ist durch einen Tunnel mit dem Quartier 206 verbunden und bildet den südlichen Teil der Friedrichstadt-Passagen. Im Vorgängerbau Mohrenstraße 27 bezogen 1829 der Dichter Heinrich Stieglitz und seine Frau Charlotte ihre erste gemeinsame Wohnung. Auf dem Grundstück Mohrenstraße 27/28 befand sich später das Hospiz der Berliner Stadtmission. |           |            |
| Mohrenstraße 30                          | Das Gebäude Mohrenstraße 30 liegt gegenüber des Deutschen Doms am Gendarmenmarkt. 1989 begann die DDR-Hotelkette Interhotel mit dem Bau des heutigen Gebäudes; im November 1990 wurde es als Domhotel eröffnet. 1991 kaufte die Hilton-Worldwide-Gruppe den Bau und führt hier mit dem Hilton Berlin das größte Fünf-Sterne-Hotel der Stadt. |           |            |
| Mohrenstraße 31                          | Im Gebäude Mohrenstraße 31 waren das Hotel de France, das Café Schiller sowie die 16. Gemeindeschule mit der 1. Städtischen Volksbibliothek untergebracht. Mehrere Verlage sind ebenfalls als Nutzer ausgewiesen. |           |            |
| Mohrenstraße 36/37                       | Das Gebäude Mohrenstraße 37a war ein Geschäftshaus von 1896 (Damenkonfektion Goldenbaum & Lichtenstein), Architekt: Carl Bauer, das Haus Mohrenstraße 37b (mit Kronenstraße 38–40) war das Geschäftshaus Prausenhof, erbaut 1913 nach Entwurf von Architekt Ludwig Otte. Zu DDR-Zeiten diente das Gebäude Mohrenstraße 36/37 als Internationales Pressezentrum, in dem Günter Schabowski am 9. November 1989 die neuen Reiseregelungen für DDR-Bürger verkündete, womit er zum Mauerfall beitrug. Eine Informationsstele der Robert-Havemann-Gesellschaft erinnert vor Ort. Heute dient das Gebäude Mohrenstraße 36/37 dem Bundesministerium der Justiz. |           | Baudenkmal |
| Mohrenstraße 39–44 / Hausvogteiplatz 8/9 | Geschäftshaus Zum Hausvoigt, 1890 errichtet für zwei Konfektions-Gesellschaften, Architekt: Otto March |           | Baudenkmal |
| Mohrenstraße 49                          | Im Gebäude Mohrenstraße 49 befand sich seit dem 18. Jahrhundert die Gaststätte Englisches Haus. In ihr trafen sich zeitweilig der 1749 gegründete Berliner Montagsclub, die Militärische Gesellschaft, die Berliner Liedertafel, der Verein Berliner Künstler und die literarische Gesellschaft Tunnel über der Spree. |           |            |
| Mohrenstraße 51/52                       | Verwaltungsgebäude der Deutschen Innen- und Außenhandels-Gesellschaft (DIA) von 1955 |           | Baudenkmal |
| Mohrenstraße 53–61                       | Verwaltungsgebäude der Allianz- und Stuttgarter Lebensversicherungsbank AG, erbaut 1936 nach Entwurf des Architekten Heinrich Rosskotten. |           | Baudenkmal |
| Mohrenstraße 58/59                       | Büro- und Geschäftshaus der Allgemeinen Unfall- und Haftpflicht-Versicherungs-AG „Zürich“, erbaut 1913–1915 nach Entwurf der Berliner Architekten Richard Bielenberg und Josef Moser. |           |            |
| Mohrenstraße 62                          | ursprünglich Sitz der Preußischen Lebens-Versichicherungs-AG |           |            |
| Mohrenstraße 63                          | Verwaltungsgebäude der Allianzversicherung von 1913, Architekt: Bodo Ebhardt. Die Säulenfassade an der Südseite stand in Bezug zu der gegenüberliegenden Dreifaltigkeitskirche. 1950 erfolgte ein Umbau für die Nutzung durch die Gesellschaft für Deutsch-Sowjetische Freundschaft. Aus dieser Zeit stammt auch das Relief an der Fassade an der Glinkastraße mit dem Porträt des russischen Komponisten Michail Iwanowitsch Glinka. |           | Baudenkmal |
| Mohrenstraße 64                          | Heute Sitz der Vertretung des Freistaates Thüringen beim Bund; Auf dem Grundstück stand ab 1933 das Thüringen-Haus als Vertretung des thüringischen Staates in Berlin, es wurde im Zweiten Weltkrieg zerstört. Nach der deutschen Wiedervereinigung ging das bis dahin nicht wieder bebaute Grundstück in den Besitz des neugegründeten Freistaates Thüringen über. Das derzeitige Gebäude wurde von dem Erfurter Architekturbüro Dr. Worschech und Partner geplant und 1999 bezogen. |           |            |
| Mohrenstraße 65                          | Preußische Hypotheken-Aktienbank (1870 bis 1929) |           |            |
| Mohrenstraße 66                          | Geschäftshaus des Kur- und Neumärkischen Ritterschafts-Kredit-Instituts von 1890, im gleichen Haus befanden sich die Mittelmärkische Ritterschafts-Direktion sowie eine Weingroßhandlung und zahlreiche Wohnungen, auch das Gesandtschaftbüro der Vereinigten Staaten (von Amerika) war hier etabliert. Vor 1945 war es das letzte Haus an der Mohrenstraße, seine Westseite lag am damaligen Wilhelmplatz. |           | Baudenkmal |
| Dreifaltigkeitskirche                    | Fundamente der im Zweiten Weltkrieg zerstörten Dreifaltigkeitskirche von etwa 1750 |           | Baudenkmal |
| Deutscher Dom                            | an der Nordseite der Mohrenstraße am Gendarmenmarkt; Erbaut im Auftrag König Friedrichs II. in den Jahren 1780–1785 von Carl von Gontard im Stil des Barock. Nach Beschädigung im Zweiten Weltkrieg 1983–1996 außen originalgetreu und innen modern wiederaufgebaut. Seit 2002 ist hier die Parlamentshistorische Ausstellung des Deutschen Bundestages untergebracht. |           | Baudenkmal |
| U-Bahnhof Mohrenstraße                   | U-Bahnhof Mohrenstraße von 1908 und 1952 |           | Baudenkmal |
| U-Bahnhof Stadtmitte                     | U-Bahnhof Stadtmitte der Linie U2 von 1908 |           | Baudenkmal |
| Mohrenkolonnaden                         | Die Mohrenkolonnaden von 1787 stehen zu beiden Seiten der Mohrenstraße. In den Mohrenkolonnaden hatten sich Geschäfte angesiedelt: Laden 1 = Perückenmacher, Laden 2 = Fleischer (1900: Bienenerzeugnisse), Laden 3 = Handschuhhandlung, Laden 4 = Zündwaren (1900: Parfümerie), Laden 5 = Hofschuhmacher. |           | Baudenkmal |

## Straßenname

### Deutungen zur Herkunft

#### Variante 1: Nach einem schwarzen Bewohner der Straße
Über den Ursprung des Straßennamens schrieb Leopold Freiherr von Zedlitz 1834: „Den Namen erhielt sie, wie man erzählt, von einem Mohren, welcher sich in den Diensten des Markgrafen von Schwedt befand, und durch die Freigebigkeit des Gebieters hier ein Haus bauen konnte.“

#### Variante 2: Nach schwarzen Bewohnern der Straße
Hermann Vogt schrieb 1885 zur Namensgebung: „bei Anlage der Friedrichstadt neu entstanden, hat ihren Namen von den Mohren empfangen, die Friedrich Wilhelm I. von den Holländern erhalten und in einem Hause dieser Straße einquartiert hatte, um sie von hier aus den einzelnen Regimentern als Janitscharenträger zu überweisen“. Da Friedrich Wilhelm I. im Jahr 1714 die „Anschaffung von 150 Mohren“ plante, könne die Namensgebung nach obiger Aussage auf die Zeit um 1715 eingegrenzt werden. Im Berliner Adressbuch des Jahres 1900 heißt es entsprechend: „Nach den von Friedrich Wilhelm I. hier einquartirten Mohren, die er von den Holländern erhalten hatte und als Janitscharenträger verwandte“. Diese Variante ist aber eindeutig falsch, da die Namensgebung bereits 1707 erfolgte, und 1710 im ersten Stadtplan der Königlichen Haupt- und Residenzstadt Berlin die Straße als Mohrenstraße dokumentiert ist.

#### Variante 3: Nach angesiedelten ehemaligen Sklaven
Andere Angaben sprechen für eine Straßenbenennung während der Regierungszeit König Friedrichs I. (1688–1713), der zugleich Herrscher über die Handelskolonie Groß Friedrichsburg in Westafrika war und schon als Kurfürst Friedrich III. die nach ihm benannte Friedrichstadt anlegen ließ. So berichtet Friedrich Nicolai über das Quartier, das die Mohrenstraße und den Gendarmenmarkt umfasst: „Die erste Anbauung geschah gleich 1688, von der jetzigen Kronenstraße bis zur Jägerstraße, auf dem Grunde des ehemaligen Churfürstlichen Vorwerks und Gartens […] 1706 bekamen die Straßen ihre Namen.“ Auch im Berliner Stadtplan von 1710, der allerdings einen späteren Rekonstruktionsversuch darstellt, ist die Mohrenstraße bereits namentlich verzeichnet.
Gesichert ist, dass zur brandenburgisch-preußischen Kolonialzeit (1682/1683–1717) Jungen und junge Männer aus Westafrika als Militärmusiker, Hof- und Kammerdiener in Berlin arbeiten mussten. Kurfürst Friedrich Wilhelm von Brandenburg hatte 1680 den nach Westafrika entsandten Kapitän Bartelsen beauftragt, „ein halb Dutzend Sklaven von 14, 15 und 16 Jahren, welche schön und wohlgestaltet seien“, zu erwerben und an seinen Hof nach Berlin zu übersenden. Im Jahr 1682 befahl er Kapitän Voss, mit „zwantzig großen Sclaven von 25 bis 30 Jahren und zwantzig Jungen von 8 bis 16 Jahren“ zurückzukommen. Auch zeitgenössische Abbildungen belegen die Anwesenheit mehrerer dunkelhäutiger Menschen in Berlin, so zum Beispiel Peter Schenks kolorierter Kupferstich Schwarzer Militärmusiker am Brandenburger Hof (1696–1701) und Paul Carl Leygebes berühmtes Gemälde Tabakskollegium Friedrichs I. in Preußen von etwa 1709/1710, auf dem drei junge Schwarze und ein Diener mit Turban im Schloss zu sehen sind.

#### Variante 4: Nach dem Ort der Unterkunft einer afrikanischen Delegation
Nach der Meinung des Historikers Ulrich van der Heyden sei die Straßenbezeichnung zur Zeit ihrer Entstehung „überhaupt nicht rassistisch oder kolonialistisch konnotiert“ gewesen, sondern beziehe sich auf eine Delegation afrikanischer Repräsentanten Ende des 17. Jahrhunderts aus der brandenburgischen Kolonie Groß Friedrichsburg (im späteren Ghana). Die Abordnung soll unter der Leitung des „Häuptlings“ Janke aus dem Dorf Pokesu (später: Princes Town) gestanden und in einem Gasthaus vor den Toren Berlins Quartier bezogen haben. Sie habe dem Großen Kurfürsten ihre Aufwartung gemacht, nachdem sogenannte Schutzverträge unterzeichnet worden waren. Die Delegierten sollen insgesamt vier Monate in Berlin geweilt haben und, wie damals üblich, zu Fuß vom Quartier zum Schloss gegangen sein. Der wiederholt genutzte Weg habe von den Berlinern daraufhin den Namen Mohrenweg erhalten.
Christian Kopp, Aktivist bei Berlin Postkolonial e. V., wirft Ulrich van der Heyden im Online-Magazin Lernen aus der Geschichte vor, die historischen Belege für seine These schuldig zu bleiben. Der Gesandte Janke sei – abgesehen von einem Diener – allein nach Berlin gekommen, um sich dem Kurfürsten zu unterwerfen. Dieser Besuch wäre bereits 1684, also Jahre vor der offiziellen Benennung der Mohrenstraße erfolgt. Bezüglich dieser Gegenthesen stützt sich Kopp auf Richard Schück: Über eine Unterbringung in einem Wirtshaus an der späteren Mohrenstraße sei angeblich nichts überliefert. Auch auf dem historischen Stadtplan von Johann Bernhard Schultz von 1688 wäre kein Mohrenweg oder ein Gasthaus eingezeichnet.

### Diskussion um eine Umbenennung
Seit den 1990er Jahren wird in Berlin im Kontext einer umfassenderen Debatte über möglicherweise historisch belastete Straßennamen auch eine Umbenennung der Mohrenstraße und der gleichnamigen U-Bahn-Station diskutiert.
Verschiedene Akteure, beispielsweise der Afrika-Rat Berlin-Brandenburg, Afrodeutsche und Vertreter von Organisationen wie der Internationalen Liga für Menschenrechte, der Initiative Schwarzer Menschen und kolonialkritische Gruppen wie der Verein Berlin Postkolonial oder das Netzwerk von über 100 entwicklungspolitischen Vereinen, Berliner Entwicklungspolitische Ratschlag (BER), prangerten in diesem Zusammenhang einen diskriminierenden Hintergrund der Bezeichnung ‚Mohr‘ an. Die Beibehaltung des Namens Mohrenstraße ist nach ihrer Meinung auch Ausdruck einer mangelnden Aufarbeitung von europäischem und deutschem Rassismus und Kolonialismus. Als Alternativen wurden Straßennamen nach der Königin von Saba, Nelson Mandela oder Anton Wilhelm Amo vorgeschlagen. Politische Unterstützung erhielten die Befürworter einer Umbenennung von Vertretern der PDS und der Grünen im Bezirk Mitte. Auch Bundesministerin Heidemarie Wieczorek-Zeul (SPD) hatte sich dafür ausgesprochen. Im Februar 2009 machte die Naturfreundejugend-Berlin auf die Problematik aufmerksam, indem sie einen rosafarbenen Hasen die Straße in Möhrenstraße umbenennen ließ. Etwa 200 Menschen demonstrierten am 22. Februar 2014 für eine Umbenennung in Nelson-Mandela-Straße. Am 23. August 2014, dem Internationalen Tag für die Erinnerung an den Handel mit Versklavten und an seine Abschaffung, feierte ein Bündnis aus zivilgesellschaftlichen Gruppen, Decolonize Mitte, das 1. Fest zur Umbenennung der M-Straße. Am 23. August 2015 fand das zweite Fest statt. 2018 forderten Aktivisten beim fünften Fest die Umbenennung nach Anton Wilhelm Amo, der mit seiner Magisterarbeit Die Rechtsstellung des Mohren in Europa zum ersten schwarzen Akademiker und Philosophen Deutschlands wurde.

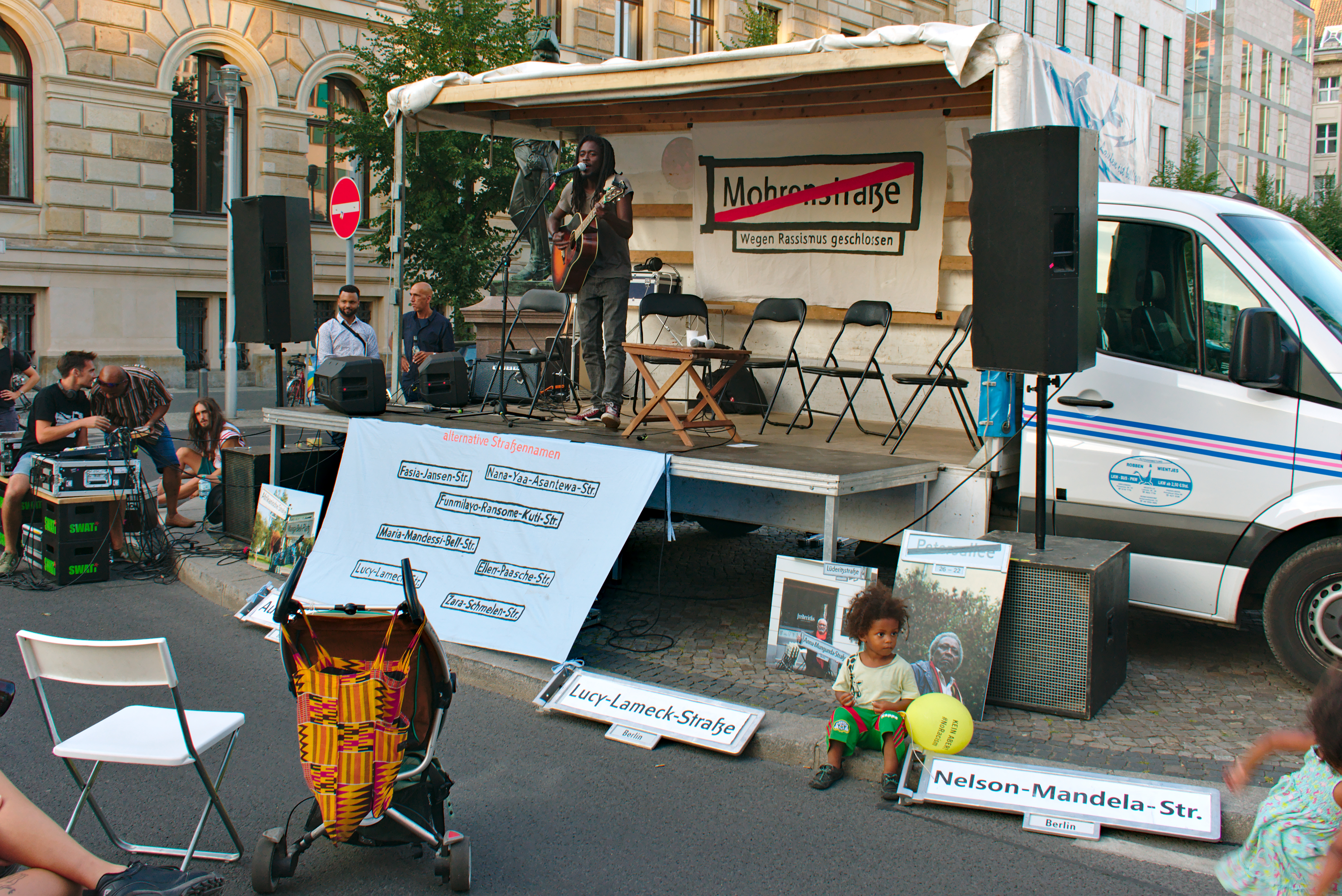
Fünftes „Umbenennungsfest“ für die Mohrenstraße

Im Januar 2015 geriet Dieter Hallervorden im Kontext der Mohrenstraße in die Schlagzeilen. Die Berliner Verkehrsbetriebe (BVG) hatten von Prominenten Durchsagen der U-Bahnhöfe sprechen lassen. Hallervorden kündigte hierbei die Mohrenstraße an, was angesichts der im Jahr 2012 medial breit geführten Debatte um das in seinem Theater aufgeführte Blackface-Stück Ich bin nicht Rappaport von Herb Gardner zu Protesten und medialer Berichterstattung führte.
Gegner einer Umbenennung verwiesen darauf, dass es sich um einen inzwischen historischen Straßennamen handele, der anstelle eines neutralen Straßennamens weiterhin Anlass zu Diskussionen bieten würde. Die Berliner CDU, die sich gegen eine Umbenennung stellt, hält das Wort Mohr nicht für rassistisch, da es auf „Maure“ zurückgehe und so ursprünglich eine wertfreie Benennung für einen muslimischen Nordafrikaner gewesen sei. Man wertete die Umbenennungs-Diskussion und die von den Befürwortern angeführten Argumente als „abstrus“ und „Unsinn“.
Im Juli 2020 schlug der Versuch der BVG fehl, zumindest den U-Bahnhof Mohrenstraße umzubenennen; er sollte den Namen der angrenzenden Glinkastraße tragen. Dies wurde kritisiert, da der Komponist Michail Glinka Antisemit gewesen sein soll, woraufhin die BVG den Namen nur noch als „mögliche Alternative“ bezeichneten.
Am 20. August 2020 beschloss die Bezirksverordnetenversammlung (BVV) Mitte auf Antrag von SPD und Grünen und mit Unterstützung der Linkspartei, das Bezirksamt zu ersuchen, „die Umbenennung der Mohrenstraße gem. Berliner Straßengesetz […] vorzunehmen und unverzüglich den Vorgang […] zu starten.“ Zur Umbenennung nach Amo solle es nur eine Information der Anrainer und keine Beteiligung geben, auch sollen keine weiteren Vorschläge eingereicht werden.

### Umbenennung
Am 4. Mai 2021 gab das Bezirksamt Mitte den 1. Oktober 2021 als Datum der Umbenennung der Mohrenstraße in Anton-Wilhelm-Amo-Straße bekannt, denn: „Nach heutigem Demokratieverständnis ist der bestehende rassistische Kern des Namens belastend und schadet dem nationalen und internationalen Ansehen Berlins.“ Der neue Name werde „seit vielen Jahren von zivilgesellschaftlichen […] Akteuren vorgeschlagen, um eine historische Persönlichkeit afrikanischer Herkunft zu ehren die [sic] eng mit der Geschichte des Straßennamens verbunden ist“. Der Historiker Götz Aly rief daraufhin in seiner Kolumne in der Berliner Zeitung dazu auf, Widerspruch gegen die Umbenennung einzulegen. Ende Juni 2021 kritisierte er ebendort die für diesen Widerspruch angekündigten Gebühren von bis zu 741,37 Euro, tatsächlich erhob das Bezirksamt dann eine Gebühr von 148,27 Euro.
Sieben Klagen von Anrainern, darunter Aly, schoben zunächst die Durchführung der Umbenennung auf. Mit Beschluss des Berliner Verwaltungsgerichts vom 6. Juli 2023 wurde Alys Klage, die als Musterklage gewertet wurde, abgewiesen. Als Grund nannte das Gericht verwaltungsrechtliche Umstände; politische und historische Überlegungen hätten keine Rolle gespielt. Das Bezirksamt sei auf Grundlage des Berliner Straßengesetzes formal zuständig und habe die Umbenennung somit rechtmäßig verfügt. Mindestens ein Anwohner legte gegen diese Entscheidung Berufung ein. Diese wurde vom Oberverwaltungsgericht Berlin-Brandenburg am 9. Juli 2025 endgültig abgewiesen.
Die Straße wurde mittels sofortiger Vollziehung im Amtsblatt für Berlin vom 18. Juli 2025 in Anton-Wilhelm-Amo-Straße umbenannt, mit der Begründung, dass für die „sechs noch erstinstanzlich anhängigen Klageverfahren […] keine Aussicht auf Erfolg“ bestehe und ein „weiteres Abwarten […] lediglich zur Verzögerung der neuen Beschilderung der umbenannten Straße ohne jeglichen sachlichen Grund führen“ würde. Die zeremonielle Umbenennung soll am 23. August 2025 erfolgen.